# Sadko (film)
Sadko (in russo: Садко) è un film del 1953 diretto da Aleksandr Ptushko. La storia, tratta dall'opera Sadko di Nikolai Rimsky-Korsakov, racconta le avventure dell'eroe che, da Novgorod, parte alla ricerca dell'uccello della felicità.

## Trama
Dopo lunga assenza Sadko ritorna alla sua natale Novgorod: egli è preso dalla bellezza di Liubava, alla quale si promette, mentre la miseria del popolo lo rattrista. Egli si scaglia contro i ricchi mercanti, che lasciano improduttive le loro ricchezze, invece di valersene per dare lavoro al popolo. Cacciato dai mercanti, Sadko va al mare e qui gli appare Ilmen, figlia del re degli oceani, la quale gli promette per l'indomani la pesca del pesce d'oro. Con questo ritorna infatti in città e persuade i mercanti ad affidargli le loro mercanzie e ad armare tre navi, con le quali parte alla ricerca della Fenice, il mitico uccello della felicità, prigioniero in un lontano paese. Dopo aver superato terribili prove, Sadko riesce ad impadronirsi del favoloso uccello. Durante il viaggio di ritorno il Dio del mare, che Sadko ha trascurato di propiziarsi, gli scatena contro una terribile tempesta. Affidatosi ad una zattera Sadko finisce in fondo al mare e viene accolto dal re e dalla regina degli oceani, che vorrebbero obbligarlo a sposare una delle loro figliole. Ma la bella principessa Ilmen, benché l'ami, l'aiuta a fuggire. Così Sadko può ritornare a Novgorod, dove viene accolto trionfalmente dal popolo, dai mercanti e da Liubava, presso la quale troverà la felicità, quella felicità che inutilmente ha cercato nel vasto mondo.

## Produzione
Il film fu prodotto dalla Mosfil'm.

## Distribuzione
Uscì nelle sale cinematografiche dell'Unione Sovietica il 5 gennaio 1953. In Italia venne presentato in concorso alla 14ª Mostra internazionale d'arte cinematografica di Venezia nell'agosto del 1953, vincendo il Leone d'argento.

## Riconoscimenti
- 1953 - Mostra internazionale d'arte cinematografica
  - Leone d'argento